# Renato Abreu
Renato Abreu, vollständiger Name Carlos Renato de Abreu, (* 9. Juni 1978 in São Paulo) ist ein ehemaliger brasilianischer Fußballspieler. Er wurde auf der Position eines offensiven Mittelfeldspielers eingesetzt. Sein spielstarker Fuß ist der linke.

## Verein

### Anfänge
Zu Beginn seiner Laufbahn durchlief Abreu verschiedene Klubs in Santa Catarina. 2000 wechselte er zu Klubs nach São Paulo. Die bekannteste Station wurde 2001 beim SC Corinthians. Mit dem Klub stellten sich schon im ersten Jahr die ersten Erfolge ein. Im April 2001 gewann er mit dem Klub die Staatsmeisterschaft von São Paulo. Im Folgejahr folgte der erste nationale Titel mit dem Copa do Brasil 2002.
Da Abreu bei Corinthians kein Stammspieler war, entschloss er sich zu einem Wechsel. Er unterzeichnete einen Vertrag beim CR Flamengo. Da es bei Flamengo bereits einen Spieler namens Renato gab, wurde er seit dem Renato Abreu genannt. Als Mittelfeldspieler gelangen Abreu in der Meisterschaftssaison 2005 die meisten Tore für Flamengo. Mit dem Klub konnte Abreu im zweiten Jahr einen nationalen Titel feiern: Beim Gewinn der Copa do Brasil 2006 war er mit sechs Toren erfolgreichster Torjäger seiner Mannschaft und wurde zum besten Spieler des Turniers gewählt. Nach Abschluss der Meisterschaftsrunde 2006 wurde Abreu auch in die Auswahlmannschaft der Liga gewählt. Er beendete die Saison als Spieler, das am meisten von Flamengo eingesetzt worden ist (59 von 68 möglichen Spielen).

### Vereinigten Arabischen Emirate
Im Juli 2007 wechselte Renato Abreu in die Vereinigten Arabischen Emirate zu al-Nasr Sports Club (Dubai). Im Folgejahr wechselte Abreu zum Ligakonkurrenten al Shabab. Nach drei titellosen Jahren endete sein Engagement in den Vereinigten Arabischen Emiraten.

### Rückkehr Brasilien
Im Juni 2010 kehrte Abreu an seine alte Wirkungsstätte Flamengo zurück. Mit Flamengo konnte er 2011 die Staatsmeisterschaft von Rio de Janeiro gewinnen. In dem Jahr folgte auch eine Berufung in die Nationalmannschaft. Anfang 2012 verlängerte Flamengo den Vertrag mit Abreu bis Ende 2013. Dieser wurde vorzeitig im Juni 2013 gekündigt.
Abreu unterzeichnete im August des Jahres nochmal einen Kontrakt bis Jahresende beim FC Santos. Kurioserweise stand er dadurch in der Meisterschaft in den beiden Treffen der Klubs jeweils für die Auswärtsmannschaft auf dem Platz. Nach Ablauf der Saison beendete Abreu seine aktive Laufbahn als Spieler.

## Nationalmannschaft
Im September 2011 wurde Abreu von Nationaltrainer Mano Menezes für die um den Superclásico de las Américas gegen die Argentinische Fußballnationalmannschaft berufen. In den beiden Spielen stand Abreu nur im Hinspiel am 14. September auf dem Platz. Es blieb sein einziger Länderspieleinsatz. Das Spiel endete 0:0.

## Erfolge
Corinthians
- Staatsmeisterschaft von São Paulo: 2001, 2003
- Copa do Brasil: 2002
- Torneio Rio-São Paulo: 2002

Flamengo
- Copa do Brasil: 2006
- Staatsmeisterschaft von Rio de Janeiro: 2007, 2011
- Taça Guanabara: 2007, 2011
- Taça Rio: 2011
- Troféu Super Clássicos: 2013

## Auszeichnungen
- Copa do Brasil Bester Spieler: 2006
- Prêmio Craque do Brasileirão Auswahlmannschaft: 2006
- Staatsmeisterschaft von Rio de Janeiro Auswahlmannschaft: 2011